# بن هارت (بازیکن فوتبال، زاده ۲۰۰۰)
بن هارت (انگلیسی: Ben Hart؛ زادهٔ ۲۶ سپتامبر ۲۰۰۰) بازیکن فوتبال اهل بریتانیا است.
از باشگاه‌هایی که در آن بازی کرده‌است می‌توان به باشگاه فوتبال ردیچ یونایتد، باشگاه فوتبال تاموورث، و باشگاه فوتبال برتون آلبیون اشاره کرد.